# Tram ATM serie 201-229
Le vetture tranviarie serie 201 ÷ 229 dell'ATM di Bologna sono state motrici tranviarie urbane, in servizio a Bologna e a Roma.

## Storia
Con la costituzione, nel 1932, dell'Azienda Tranviaria Municipale (ATM) di Bologna, si era reso necessario ammodernare le vetture in servizio, dopo aver provveduto nel decennio precedente al rifacimento degli impianti rilevati dalla società belga Les Tramways de Bologne. L'ingegner Giuseppe Barbieri, nominato nel 1932 direttore aziendale, avviò un programma che prevedeva da un lato la ricostruzione di alcune delle vetture a due assi più vecchie (che andarono a costituire la serie 42 ÷ 65) e dall'altro l'acquisizione di tram a carrelli.
Il 12 maggio 1935 entrò in servizio il primo esemplare di tram a carrelli "Tipo Bologna", costruito dalla Stanga con carrelli Brill e quattro motori CGE. Tale veicolo avrebbe dovuto essere il primo di una lunga serie che avrebbe dovuto soppiantare i meno capienti e prestanti tram a due assi; a causa delle vicende politico-economiche italiane ciò non fu possibile, e la costruzione delle vetture procedette a rilento: entro il 1935 la Stanga consegnò sedici tram, ma i successivi esemplari (per complessive tredici unità) furono completati tra il 1938 e il 1940 con casse costruite presso le officine sociali ATM e alcune modifiche di dettaglio (carrelli e motori).
La Seconda guerra mondiale causò danneggiamenti a cinque tram (matricole 201, 211, 212, 213 e 218) che furono ricostruiti dopo il conflitto. A partire dal 1948 l'ATM decise di istituire linee automobilistiche, la cui estensione nel 1952 era pari a circa 86 km, 11 in più della rete tranviaria. Nel 1954 fu deciso di sostituire i tram con autobus e filobus a partire dall'anno successivo, processo che si concluse il 3 novembre 1963, quando il tram nº 210 effettuò gli ultimi viaggi sulle linee 6 e 13.
Le motrici a carrelli furono accantonate nel deposito della Zucca: quattro unità (matricole 201, 210, 218 e 228) furono cedute nel 1965 alla STEFER di Roma, mentre le altre furono demolite. A Roma i tram prestarono servizio (previa trasformazione in tram monodirezionali e l'installazione del pantografo) sui due tronchi residui delle tranvie dei Castelli Romani (Termini-Cinecittà e Termini-ippodromo delle Capannelle). La motrice 218 ritornò a Bologna nel 1977, in occasione del centenario del tram nel capoluogo felsineo, mentre le altre rimasero presso la STEFER sino alla chiusura definitiva della rete dei Castelli, avvenuta nel 1980 (ma nel maggio 1979 solo le motrici 201 e 210 risultavano in ordine di marcia).

## Livree
Le vetture prestarono servizio a Bologna in colorazione verde chiaro-verde scuro; i mezzi ceduti alla STEFER furono riverniciati in bianco e blu.

## Unità conservate
Dei ventinove tram costruiti ne sono conservati, al 2021, quattro:
- la motrice 201, restaurata nel 2011 dall'Associazione Torinese Tram Storici (ATTS) e in servizio sulla linea 7 del capoluogo piemontese[17];
- la motrice 210, conservata dal 1990 dalla collezione storica ATC[18];
- la motrice 218, conservata dal 1977 dalla collezione storica ATC[19];
- la motrice 228, conservata a cielo aperto presso il Museo Memoriale della Libertà di Bologna.